# Qikqiktajuak Island
Qikqiktajuak Island är en ö i Kanada.   Den ligger i territoriet Nunavut, i den nordöstra delen av landet, 2 700 km norr om huvudstaden Ottawa. Arean är 5,8 kvadratkilometer.
Terrängen på Qikqiktajuak Island är platt. Öns högsta punkt är 44 meter över havet. Den sträcker sig 3,8 kilometer i nord-sydlig riktning, och 3,4 kilometer i öst-västlig riktning.
Trakten runt Qikqiktajuak Island består i huvudsak av gräsmarker. Trakten runt Qikqiktajuak Island är nära nog obefolkad, med mindre än två invånare per kvadratkilometer.